# Horace Lindrum
Horace Lindrum (Paddington, Nova Gales do Sul, 15 de janeiro de 1912 — Dee Why, Nova Gales do Sul, 20 de junho de 1974), nascido Horace Norman William Morrell, foi um jogador australiano de snooker e bilhar inglês que foi campeão mundial de snooker profissional em 1952.

## Carreira
Foi campeão do Marbles de Nova Gales do Sul aos 14 anos, fez seu primeiro century ("centenária"; entrada de 100 ou mais pontos) no snooker aos 16 anos, em 1928, e conseguiu seu primeiro break de quatro dígitos no bilhar aos 18 anos. Foi campeão do Australiano de Bilhar Profissional aos 19 anos (1931) e do Australiano de Snooker Profissional aos 21 anos (1934).
Em sua primeira participação no Campeonato Mundial de Snooker, em 1936, ele venceu nomes como Bert Terry (primeira rodada), Clare O'Donnell (quartas de final) e Stanley Newman (semifinal) e chegou à final, onde foi vencido pelo defensor do título, o inglês Joe Davis. Lindrum vencia a final por 27–24 à dez frames do fim da partida, mas perdeu todos os dez seguintes, e Joe levou o título por 34–27. No ano seguinte, em 1937, Horace chegou novamente à final, onde teria a chance de se vingar de Davis. No entanto, não seria assim, pois Joe emergiu de uma partida apertada e venceu por 32–29. Quando o Campeonato Mundial recomeçou após a Segunda Guerra Mundial (1939–1945) em 1946, ele teve uma teceira e última chance de duelar com Davis pelo título, mas Joe venceu a partida por 78–67.
Foi Campeão Mundial de Snooker Profissional em 1951–52 derrotando o então Campeão Mundial de Bilhar Profissional, o neozelandês Clark McConachy. Houve apenas duas inscrições, Lindrum e McConachy, por conta de uma disputa entre a Associação de Jogadores de Bilhar Profissional (em inglês:  Professional Billiards Players 'Association' — sigla: PBPA) e a Associação e Conselho de Controle de Bilhar (em inglês:  Billiards Association and Control Council — sigla: BACC). A PBPA boicotou o Campeonato Mundial que era organizado pela BACC e estabeleceu um torneio alternativo chamado Campeonato Mundial Profissional Match-play de 1952. Lindrum foi o único profissional ativo a não participar.